# Søllerød
Søllerød is een plaats en voormalige gemeente in Denemarken.

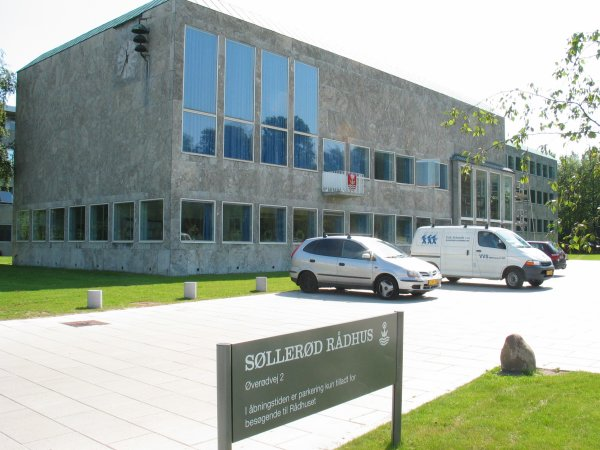
Raadhuis
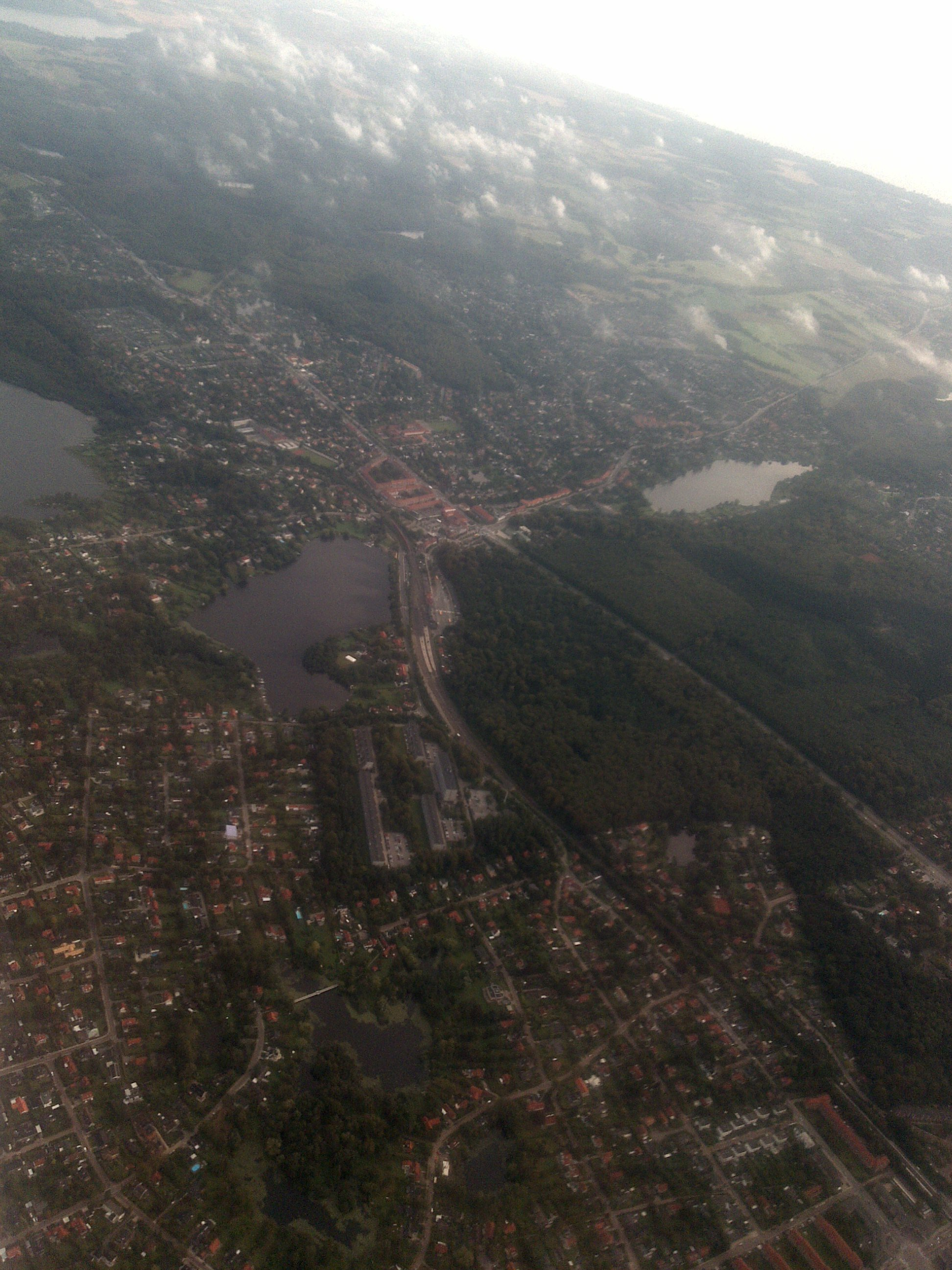

## Voormalige gemeente Søllerød
De oppervlakte bedroeg 39,77 km². De gemeente telde 31.691 inwoners waarvan 15.255 mannen en 16.436 vrouwen (cijfers 2005). Søllerød telde 510 werklozen in juni 2005. Er waren 12.412 auto's geregistreerd in 2004.
Op 1 januari 2007 werd de gemeente samen met de gemeente Birkerød samengevoegd tot de nieuwe gemeente Rudersdal, onderdeel van de regio Hovedstaden.
De gemeente omvatte de plaatsen:
- Holte
- Øverød
- Gl. Holte
- Nærum
- Trørød
- Vedbæk
- Søllerød
- Skodsborg

## De plaats Søllerød
Søllerød is een dorp in de voormalige gelijknamige gemeente. Het is gelegen ten westen van Nærum. Bezienswaardig is de middeleeuwse kerk Søllerød Kirke met begraafplaats.
- Virtual International Authority File: 7856154260840924480009